# Marjatta Zein
Marjatta Zein (* 17. Juli 1948 in Gamleberg, Schweden als Riitta Marjatta Nieminem; † 31. März 2021 in Wien) war eine finnisch-österreichische Künstlerin und Mitbegründerin der „Radierwerkstatt Kurt Zein“.

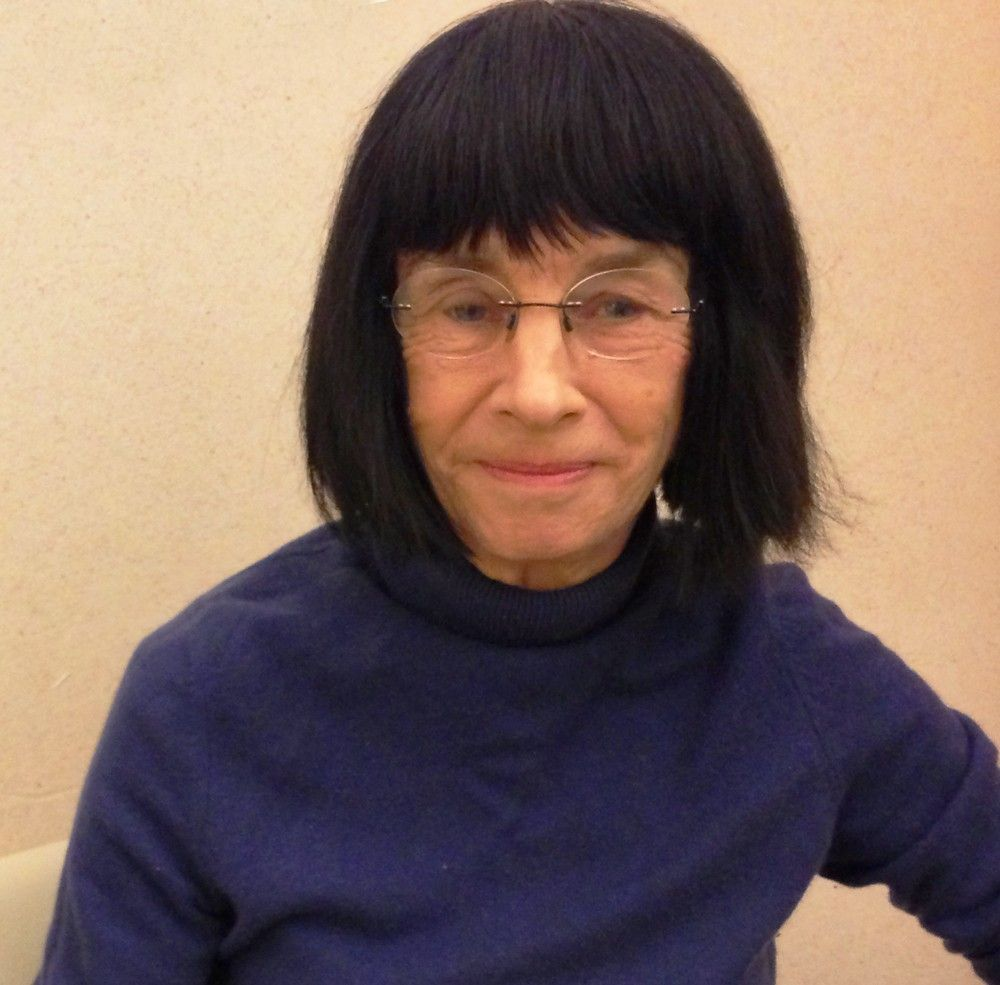
Marjatta Zein (2012)

## Leben
Riitta Marjatta Nieminem wurde am 17. Juli 1948 in Gamleberg geboren. Von 1968 bis 1972 besuchte sie die Graphische Lehr- und Versuchsanstalt in Wien. 1971 gründete sie zusammen mit Kurt Zein die "Radierwerkstatt Kurt Zein" im 12. Bezirk in Wien. Im Jahr 1973 legte sie ihre Meisterprüfung in Fotografie ab. Ein Jahr später, 1974, heiratete sie Kurt Zein. Ihre Fotografien wurden sowohl in Österreich als auch in Finnland ausgestellt. Marjatta Zein verstarb am 31. März 2021 in Wien, Österreich.

## Einzelausstellungen
- 1976 – Wiener Secession, Wien (AT)[1][2][3][4][5]
- 1979 – (8. März – 1. April) Marjatta Zein, Tonavan kanava ja muita kuvia, Suomen valokuvataiteen museo, Helsinki[6][7][8][9][10][11][12][13]
- 1979 – (21. Mai) Marjatta Zein: Donaukanal, Atelier Gerersdorfer, Wien
- 1979 – Marjatta Zein: Donaukanal, Café Dommayer, Wien

„Seit Jahren wohne ich unmittelbar am Donaukanal. Auf der Suche nach optischen Erlebnissen machte ich dort viele Spaziergänge. Gegenstände und Abfälle verschiedenster Art, vom Kanal ans Ufer gespült, sah ich oft wie künstlich arrangiert. Diese faszinierenden Farbnuancen und interessanten Formen, entstanden durch die Bewegungen des fließenden Wassers, haben mich zu dieser Fotoserie inspiriert.“

- 1979 – (15. August–11. September) Marjatta Zein, Gesellschaft Freunde der Photographie und ihrer Geschichte, Galerie Pavillon Esplanade Bad Ischl[15]

## Gruppenausstellungen
- 1975 – (20. März–13. April) Junge österreichische Photographen, Künstlerhaus Salzburg[16][17][18]
- 1975 – (10.–22. November) Forum Stadtpark, Graz[19]
- 1977 – Kopenhagen
- 1979 – Galerie Eder, Linz